# Fenciclidina
La fenciclidina (PCP) è una sostanza allucinogena di sintesi a base di piperidina, il principale precursore di alcune droghe ad azione oppiomimetica particolarmente diffusa negli anni settanta e ottanta, soprattutto negli Stati Uniti. È chiamata in gergo polvere d'angelo.

## Caratteristiche
È una potente sostanza dall'effetto psichedelico e dissociativo. Venne brevettata nel 1950 dalla compagnia farmaceutica Parke-Davis e inizialmente usata come anestetico. Successivamente il suo uso come tale fu interrotto a causa di effetti collaterali molto pronunciati (effetti allucinogeni e neurotossici). Viene anche usata come sostanza ricreativa.
La fenciclidina funziona principalmente come un antagonista dei recettori NMDA inibendo il loro funzionamento. Altre sostanze che bloccano questi recettori sono la ketamina, l’alcol e il destrometorfano. Nonostante gli effetti principali di questa droga durino solo poche ore, ci possono volere alcune settimane per eliminarla totalmente dal corpo.
Esistono moltissime molecole analoghe a quella della fenciclidina e in genere tutte hanno effetti simili, differenziandosi per la loro intensità.

## Metodi di assunzione
La fenciclidina può presentarsi in forma liquida o in polvere. Nel primo caso si imbeve una sigaretta nel liquido per poi fumarla. Nel secondo viene generalmente inalata ("sniffata") mediante una cannuccia.